# Daniël Hulzebosch
Daniël Hulzebosch (Nijeveen, 1975) is een voormalig Nederlands korfballer en korfbalcoach. Als speler speelde hij zijn hele carrière bij DOS'46 uit Nijeveen. Ook speelde Hulzebosch 23 wedstrijden voor het Nederlands Team. Na zijn carrière als speler was hij coach bij DOS'46 en PKC. Bij DOS'46 speelde Hulzebosch regelmatig samen met zijn broer, Roger. Beide heren Hulzebosch stonden bekend als puntspelers.

## Speler
Hulzebosch is geboren in Nijeveen. Het is daarom logisch dat hij begon met korfbal bij DOS'46. Uiteindelijk heeft hij nooit als speler bij een andere club gespeeld.
Hulzebosch debuteerde al op jonge leeftijd in het eerste team. Hij heeft ook ruim 10 jaar in het eerste team gespeeld.
In zijn periode als speler stond hij in 2 finales. Zo speelde hij met DOS'46 de veldfinale van 1999-2000. Deze wedstrijd werd echter verloren van Die Haghe. De andere finale waar Hulzebosch in speelde was de zaalfinale van 2004-2005. In Ahoy verloor DOS'46 van PKC.

Hulzebosch stopte in 2005 op 30-jarige leeftijd als speler.

## Oranje
Hulzebosch speelde 23 officiële interlands met het Nederlands korfbalteam. Hieronder vielen 3 veldwedstrijden en 20 zaalwedstrijden.
Zo won hij gouden medailles op het EK van 1998 en het WK van 1999.

## Coach
Vrijwel direct toen Hulzebosch stopte als speler in 2005 ging hij aan de slag als coach.
In 2006 en 2007 was Hulzebosch coach bij Juventa in Hardenberg.

### DOS'46
In 2008 ging hij als coach aan de slag bij zijn eigen club DOS'46. In eerste instantie zou Hulzebosch de A1 jeugd gaan coachen, maar uiteindelijk schoof hij meteen door naar de eerste selectie. In zijn eerste jaar als hoofdcoach werd hij met DOS'46 meteen landskampioen in Ahoy. In 2010 won hij met DOS'46 ook de Europacup.
Hulzebosch stopte in 2011, na 3 seizoenen bij DOS'46.

Na het vertrek van Hulzebosch ging het bergafwaarts met DOS'46. In 2012 degradeerde de ploeg terug naar de Hoofdklasse.
De club wil zo snel mogelijk terug naar de Korfbal League en doet hier ook alles aan. In 2013 staat DOS'46 in de hoofdklasse finale, maar verliest het. Ook in de playdown tegen Nic. wordt verloren.

In 2014 mist DOS'46 helemaal de Hoofdklasse play-offs en lijkt de Korfbal League steeds verder uit zicht te raken. De club vraagt of Hulzebosch als coach terug wil komen voor seizoen 2014-2015 om de club weer terug te brengen naar het hoogste niveau. Hulzebosch gaat deze uitdaging aan.
In 2015, het eerste seizoen met Hulzebosch terug op de coachings-plek promoveert DOS'46 terug naar de Korfbal League. Dat gaat niet direct, want in de hoofdklasse finale verliest DOS'46 met 35-31 van AW.DTV. In de play-downs wint het echter wel in 2 wedstrijden van OVVO.
In 2016 is DOS'46 weer terug in de Korfbal League en speelt de club zich zeker door op de 7e plek te eindigen. Het wordt in 2017 zelfs 6e, dus de club lijkt weer de weg terug te hebben gevonden naar de top van Nederland. Echter stopt Hulzebosch in 2018 als coach bij DOS'46.

### PKC
Voor Korfbal League seizoen 2018-2019 wordt Hulzebosch aangenomen als nieuwe coach bij PKC. Hij volgde Detlef Elewaut op die na 2 seizoenen er niet in was geslaagd om PKC naar de finale te brengen. Hulzebosch lukt het wel, want PKC stond in 2019 in de finale van Ziggo Dome.
Het verslikte zich echter in Fortuna, maar PKC stond wel weer in de zaalfinale.
In januari 2020 werd bekend dat Hulzebosch aan het eind van seizoen 2019-2020 zal stoppen als hoofdcoach bij PKC. Zijn trainerschap in Papendrecht is daarom slechts 2 seizoenen.

## Erelijst als Coach
- Korfbal League zaalkampioen, 1x (2009)
- Europacup zaalkampioen, 1x (2010)